# Gruß an Kiel

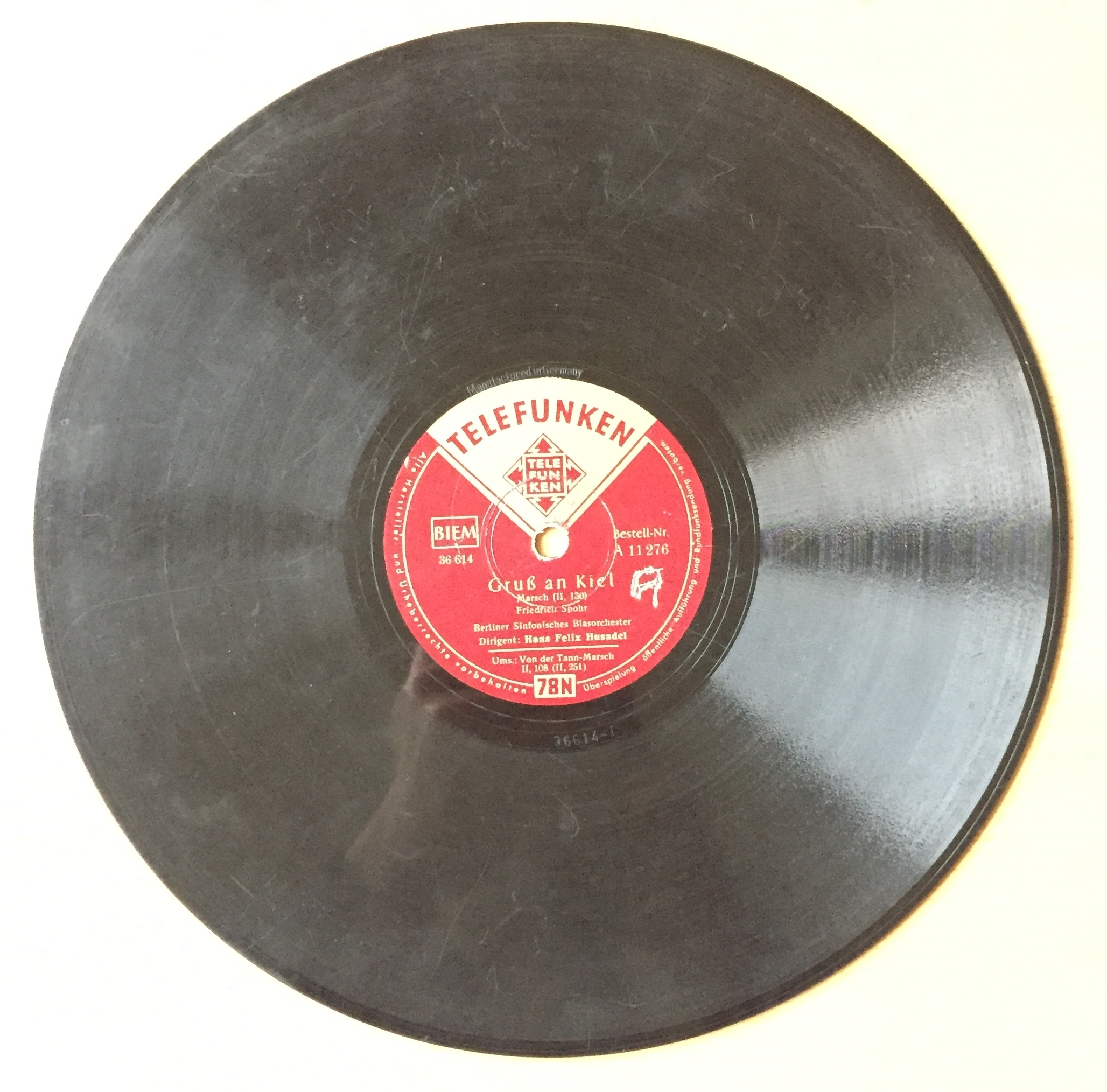
Disco Telefunken con la Marcha Gruß an Kiel

Gruß an Kiel (traducido al Español: Saludo a Kiel) (Marcha del 2° Ejército N°158 y Marcha del 2° Ejército N°130) es una Marcha Alemana compuesta en 1864 por el Músico Militar Sajón Friedrich Spohr.

## Historia
En el curso de la ejecución federal contra los Ducados de Holstein y Lauenburg en 1863, que luego fue seguida por la Guerra Germano-Danesa, el Reino de Sajonia también había movido un Contingente al norte para ocupar los ducados de Holstein y Lauenburg. El 29 de diciembre de ese mismo año Spohr invadió Kiel, capital del Ducado de Holstein con sus tropas, en memoria de esto Spohr compuso la marcha.
Gruß an Kiel fue la marcha del desfile del 3° Regimiento de Infantería Real Sajóna No. 102 en Zittau, el 6º Regimiento de Infantería Real Sajóna No. 105 en Estrasburgo, el 16º Regimiento de Infantería Real Sajóna No. 182 en Freiberg, y el 3.er Batallón del 10.º Regimiento de Infantería de la Reichswehr en Dresde.
Debido a su título Gruß an Kiel más tarde se convirtió rápidamente en una Marcha Naval popular especialmente cuando comenzó la expansión masiva de la Kaiserliche Marine bajo el Reinado del Emperador Guillermo II en 1890, En su papel como marcha insignia de la Marina, la marcha fue popular entre los Marineros Alemanes durante la Primera Guerra Mundial en especial por los marineros de los Buques. SMS Scharnhorst y SMS Endem y otros Acorazados de la Marina Imperial.
Tras ver que Alemania estaba perdiendo la Guerra, hubo levantamientos de los Marinos en Wilhelmshaven y Kiel y la marcha dejó de ser popular debido a la baja Autoestima de los Marinos. 
Tras el fin de la guerra Gruß an Kiel, se volvió nuevamente popular por los Marinos de la Marina de la República de Weimar entre 1925 y 1933 hasta la toma de Poder de los nazis ese mismo año.
Tras la Creación de la Kriegsmarine la marcha se volvió algo popular aún que otras Marchas las superaron en popularidad y dejándola de lado, hasta que tomó nuevamente popularidad durante la Segunda Guerra Mundial para aumentar mucho más la autoestima de los Marinos, aún que también tras la Derrota de la Alemania Nazi en la II Guerra la Marcha de despopularizo nuevamente.
Tras el fin de la Ocupación Aliada de Alemania Occidental la marcha se volvió en la popular entre los Marinos de la Deutsche Marine, y tras la Unificación de las Dos Alemanias se volvió en una marcha popular que actualmente lo sigue siendo, en la actualidad se toca a menudo para saludar a los buques de guerra entrantes o salientes de los Puertos Alemanes, Gruß an Kiel se escucha como una marcha tradicional por parte del personal del comando de área militar I y el comando de la sección naval norte.

## Variantes internacionales
- Suiza: la marcha también se conoce como Zofinger Marsch (Marcha de Zofinger) (llamada así por la ciudad del mismo nombre en el cantón de Aargau), Sin embargo, un detalle hace que la Marcha de Zofinger sea igual para los lugareños: Es una Marcha de Zofinger Real, en contraste con el "Gruß an Kiel" es que también se utilizan tambores.

- México: la marcha es conocida en México como 23 de Infantería y se volvió popular durante la época de Porfirio Díaz, la marcha se volvió más popular durante la Revolución Mexicana en el norte de México y actualmente sigue siendo popular siendo tocada, tanto en Mariachi como en Tamborazo.